# 水解酶
水解酶（英語：Hydrolase）是一種催化化學鍵的水解的酶。舉例來說，一種酶催化以下的化學反應就是水解酶：
{\displaystyle {\mbox{A-B}}+{\mbox{H}}_{\mbox{2}}{\mbox{O}}\rightarrow {\mbox{A-OH}}+{\mbox{B-H}}}

## 命名
水解酶是以「(底物)水解酶」這種格式來命名。但是，一般的名稱卻是「(底物)酶」，例如核酸酶就是一種水解酶分解核酸。

## 分類
水解酶在EC編號中分類為EC 3，並以它分解的鍵再細分為幾個子類：
- EC 3.1：酯鍵（酯酶）
- EC 3.2：糖（糖基酶）
- EC 3.3：醚鍵
- EC 3.4：肽鍵（肽酶）
- EC 3.5：C-N鍵，但不包括肽鍵
- EC 3.6：酸酐
- EC 3.7：C-C鍵
- EC 3.8：鹵鍵
- EC 3.9：P-N鍵
- EC 3.10：S-N鍵
- EC 3.11：S-P鍵
- EC 3.12：S-S鍵
- EC 3.13：C-S鍵

## 外部連結
- 倫敦大學瑪莉皇后學院有關EC3的酶的介紹 （页面存档备份，存于）